# Libero Olgiati
Libero Olgiati (* 7. November 1908 in Cadenazzo; † 4. Juni 1986 in Giubiasco) war ein Schweizer Rechtsanwalt, Politiker, Tessiner Grossrat, Nationalrat und Gemeindepräsident von Giubiasco.

## Biografie
Libero Olgiati war Sohn des Camillo Olgiati und seiner Frau Teresa geborene Berta. Er war ein Freidenker und heiratete Xenia Sacchi. Nach der Matura im kantonalen Lyzeum von Lugano studierte er Rechtswissenschaften an der Universität Bern und promovierte 1933. Der Jurist und Notar war von 1936 bis 1946 Prätor des Bezirks Bellinzona. Nach der Spaltung seiner Partei im Jahr 1934 war er ein Kämpfer in den Reihen der Demokraten und zusammen mit Giovan Battista Rusca einer der wichtigsten Architekten der Wiedervereinigung von 1946. Als Politiker war er Gemeindepräsident von Giubiasco von 1941 bis 1963 und von 1968 bis 1974. Er war auch Abgeordneter im Tessiner Grossrat von 1947 bis 1963, von 1967 bis 1971 und im Nationalrat von 1955 bis 1964 und von 1967 bis 1969. In den Jahren 1951–1963 und 1965–1968 war er Präsident der Freisinnig-Demokratischen Partei des Kantons Tessin, 1968 wurde er deren Ehrenpräsident.
Olgiati war überzeugt, dass das Wachstum des Kantons Tessin kontrolliert werden musste, um gefährliche Ungleichgewichte zu vermeiden, und lancierte das Schlagwort der Wirtschaftsplanung. Zu diesem Zweck förderte er 1962 im Parlament die Ausarbeitung eines kantonalen Wirtschaftsplans, dessen interessanteste Ideen jedoch kurzfristig nicht umgesetzt werden konnten.